# Eurydike

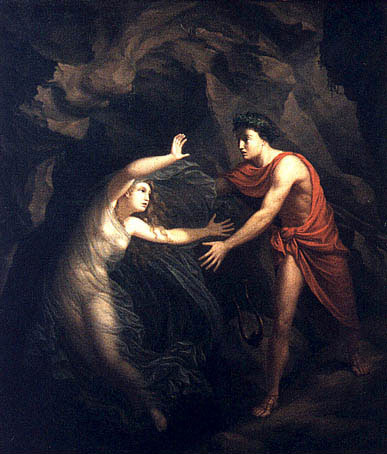
Eurydike och Orfeus.

Eurydike (Eurydíkê, Ευρυδικη) var i grekisk mytologi en nymf och maka till Orfeus.
Enligt mytologin försökte hon komma undan från sin svåger Aristaios, som hyste starka känslor för Eurydike och jagade henne, och hon råkade trampa på en giftorm och blev biten och dog. Orfeus, som blev helt utom sig av sorg spelade musik så fylld av sorg att den fick gudar och nymfer att falla i gråt. Orfeus beslöt sig för att återföra Eurydike till de levande och gav sig därför i väg på en resa till dödsriket. Väl där kunde han övertyga Hades och Persefone med hjälp av sin musik, så att de tillät Eurydike följa Orfeus tillbaka på villkoret att Orfeus gick först och att han inte en enda gång fick vända sig om och se på Eurydike förrän de båda nått de levandes värld. Han bröt dock detta löfte alldeles innan de nått resans slut varpå Eurydike försvann ur hans åsyn för att aldrig mer återvända.

## Kulturella verk
Flera verk handlar om Eurydike och Orfeus:
- Orfeus och Eurydike, opera av Christoph Willibald Gluck.
- Euridice (Peri) (även kallad Erudice eller Euridice) är en opera skriven av Jacopo Peri och Ottavio Rinuccini i Florens som uruppfördes år 1600. Den skrevs speciellt för bröllopet mellan Henrik IV av Frankrike och Maria av Medici. Det är en av de allra första moderna operorna och den första musikalen som överlevt till nutiden.
- Euridice av Giulio Caccini som uruppfördes 1602.